# Marie-Anne Asselin
Pour les articles homonymes, voir Asselin.
Marie-Anne Asselin est une professeure de chant et une mezzo-soprano canadienne née le 16 septembre 1888 à Sainte-Famille-de-l'Île-d'Orléans et morte le 9 mars 1972 à Montréal. Elle est la sœur du ténor Pierre-Aurèle Asselin et la grand-tante du pianiste André Asselin. 

## Biographie
Marie-Anne Asselin naquit le 16 septembre 1888 à Sainte-Famille-de-l'Île-d'Orléans. À la suite de cours musicaux pris avec Mme Lemire et des cours vocaux pris avec Béatrice Lapalme, Asselin débute comme mezzo-soprano le 25 avril 1919 où elle campe le rôle de Jeanne dans La Basoche d'André Messager au Théâtre Français de Montréal. En 1921 elle effectue une tournée de plusieurs villes du Québec dans lesquelles elle se produit et donne des concerts avec Émile Gour, Germain Lefebvre, Hercule Lavoie et Blanche Gonthier. Puis en 1923 elle est dans une série d'une douzaine d'émissions radiophoniques diffusées par la station CKAC à Montréal avec entre autres Jeanne Maubourg, Blanche Archambault et Maurice Jacquet. Ces émissions seront entendues un peu partout en Nouvelle-Angleterre aux États-Unis ce qui donnera par la suite à la troupe une invitation pour donner un concert qui sera diffusé par une nouvelle station radiophonique d'une ville américaine.
Par la suite Marie-Anne Asselin travaillera comme enseignante dans son studio de la rue Saint-Hubert à Montréal dans les années 1930 puis, au début des années 1950 sur le boulevard Saint-Joseph est, toujours à Montréal.
Marie-Anne Asselin décédera le 9 mars 1972 à Montréal.

## Enregistrements
Marie-Anne Asselin n'aura enregistré qu'un seul et unique 78 tours dans lequel on peut entendre les pièces « Au clavecin » et « Tes yeux ». Cet enregistrement se tiendra à la Berliner Gram-o-phone de Montréal.